# Menhir de Goulvarc'h
Le menhir de Goulvarc'h est un menhir situé à Quiberon dans le département français du Morbihan.

## Protection
Le menhir est inscrit au titre des monuments historiques par arrêté du 6 décembre 1978.

## Description
Le menhir est constitué d'un bloc en granite. Il mesure 5,10 m de hauteur pour une section rectangulaire à la base de 2,60 m sur 1 m.